# Anamosa
Anamosa és una població dels Estats Units a l'estat d'Iowa. Segons el cens del 2000 tenia 5.494 habitants.

## Demografia
Segons el cens del 2000, Anamosa tenia 5.494 habitants, 1.750 habitatges, i 1.135 famílies. La densitat de població era de 947 habitants per km².
Dels 1.750 habitatges en un 30,6% hi vivien nens de menys de 18 anys, en un 50,2% hi vivien parelles casades, en un 11,9% dones solteres, i en un 35,1% no eren unitats familiars. En el 29,7% dels habitatges hi vivien persones soles el 14,9% de les quals corresponia a persones de 65 anys o més que vivien soles. El nombre mitjà de persones vivint en cada habitatge era de 2,35 i el nombre mitjà de persones que vivien en cada família era de 2,89.
Per edats la població es repartia de la següent manera: un 19,7% tenia menys de 18 anys, un 11,1% entre 18 i 24, un 35,5% entre 25 i 44, un 19,3% de 45 a 60 i un 14,5% 65 anys o més.
L'edat mediana era de 36 anys. Per cada 100 dones de 18 o més anys hi havia 158,8 homes.
La renda mediana per habitatge era de 33.284 $ i la renda mediana per família de 39.702 $. Els homes tenien una renda mediana de 31.938 $ mentre que les dones 25.248 $. La renda per capita de la població era de 18.585 $. Entorn del 7,1% de les famílies i el 8,1% de la població estaven per davall del llindar de pobresa.

## Poblacions més properes
El següent diagrama mostra les poblacions més properes.